# Marignac, Tarn-et-Garonne
Marignac một thị xã và xã ở tỉnh Tarn-et-Garonne trong vùng Tarn-et-Garonne, Pháp.